# Особне
Особне (пол. Osobne) — село в Польщі, у гміні Снядово Ломжинського повіту Підляського воєводства.
Населення — 65 осіб (2011).
У 1975—1998 роках село належало до Ломжинського воєводства.

## Демографія
Демографічна структура станом на 31 березня 2011 року:
|          | Загалом | Допрацездатний вік | Працездатний вік | Постпрацездатний вік |
| -------- | ------- | ------------------ | ---------------- | -------------------- |
| Чоловіки | 31      | 4                  | 19               | 8                    |
| Жінки    | 34      | 8                  | 15               | 11                   |
| Разом    | 65      | 12                 | 34               | 19                   |